# تيري جونز (لاعب كرة قاعدة)
تيري جونز (بالإنجليزية: Terry Jones)‏ هو لاعب كرة قاعدة أمريكي، ولد في 15 فبراير 1971 في برمنغهام في الولايات المتحدة.

## وصلات خارجية
- تيري جونز على موقعبيزبول رفرنس.كوم (الدوري الرئيسي) (الإنجليزية)
- تيري جونز على موقعبيزبول رفرنس.كوم (الدوري الثانوي) (الإنجليزية)